# Jeszenye
Jeszenye (1899-ig Jaszenó, szlovákul Jasenové) község Szlovákiában, a Zsolnai kerületben, a Zsolnai járásban.

## Fekvése
Zsolnától 16 km-re délnyugatra, a Rajec partján fekszik.

## Története
A mai falu területén a 7. és 11. század között korai szláv település állt.
A mai falut 1407-ben „Yesenov” alakban említik először, amikor Lambert fia István volt a falu bírája. Neve a szláv jeszeny (= kőrisfa) főnévből származik. 1474-ben „Jasenyowe”, 1478-ban „Jesenowe” néven tűnik fel a forrásokban. A zsolnalitvai uradalom része volt. 1598-ban 21 ház állt a településen. 1720-ban 15 adózója volt. 1784-ben 40 házában 49 családban 344 lakos élt.
A 18. század végén Vályi András így ír róla: „JASZENOVE. Tót falu Trentsén Várm. földes Urai több Uraságok, lakosai katolikusok, fekszik Rajetz Városához nem meszsze, és annak filiája, földgye közép termékenységű, és dombos, piatza közel van.”
1828-ban 52 háza és 381 lakosa volt. Lakói mezőgazdasággal és állattartással foglalkoztak.
Fényes Elek 1851-ben kiadott geográfiai szótárában így ír a faluról: „Jeszenócz, tót falu, Zemplén vmegyében, Zsalobina fiókja: 132 r., 20 g. kath., 10 zsidó lak. F. u. a lietavai uradalom. Ut. p. Zsolna.”
A trianoni békéig Trencsén vármegye Zsolnai járásához tartozott.

## Népessége
| Év:            | 1994. | 2004.   | 2014.   | 2024.   |
| -------------- | ----- | ------- | ------- | ------- |
| Emberek száma: | 621   | 635     | 599     | 603     |
| Eltérés:       |       | +2,25 % | -5,66 % | +0,66 % |

| Év:            | 2023. | 2024. |
| -------------- | ----- | ----- |
| Emberek száma: | 603   | 603   |
| Eltérés:       |       | +0 %  |

1910-ben 404, túlnyomórészt szlovák lakosa volt.
2001-ben 657 lakosából 651 szlovák volt.
2011-ben 606 lakosából 584 szlovák volt.

## Nevezetességei
- Gótikus római katolikus temploma a 14. században épült, később barokk stílusban, majd 1882-ben neoromán stílusban építették át. 1500 körül készített Madonna-szobra van.
- Jézus Szíve tiszteletére szentelt modern római katolikus temploma 1998 és 2000 között épült.
- Jézus Szíve kápolnája 1924-ben épült.
- Két 19. századi kúria is áll a faluban.

## Külső hivatkozások
- Községinfó
- Jeszenye Szlovákia térképén
- Képek az új templomról
- E-obce.sk Archiválva 2008. szeptember 16-i dátummal a Wayback Machine-ben